# The Goon
The Goon ist eine 1999 gestartete Comicserie des Autors und Zeichner Eric Powell. Sie erschien erstmals in den Vereinigten Staaten und wurde unter anderem auch ins Deutsche übersetzt. In den USA wurde die Serie mehrfach mit dem Eisner Award ausgezeichnet.

## Inhalt
Die Werke vermischen Komik und Action mit paranormalen und Pulp-Fiction-Motiven, wie Zombies, Mutanten, Geistern, Riesentintenfischen, Gangstern, Aliens, verrückten Wissenschaftlern, Robotern und anderen. Der raubeinige Goon und sein Sidekick Franky nehmen es in den Geschichten mit einer Vielzahl von Monstern und zwielichtiger Gestalten auf. Goon geht als Geldeintreiber für den Mafioso Labrazio durch die Stadt. Tatsächlich aber hat er Labrazio längst selbst getötet. Sein Begleiter Franky ist zwar, im Gegensatz zum stämmigen Goon, klein und hat einen glasigen Blick, doch ist er geschickt mit dem Messer. Zu Beginn der Handlung macht ein namenloser Priester der Mafia das Revier streitig, indem er Zombies in die Stadt sendet. Schließlich eskaliert der Konflikt zu einem Bandenkrieg in der Stadt, an der zahlreiche übernatürliche Gestalten beteiligt sind.

## Publikation
In den USA wird die Reihe seit März 1999 veröffentlicht, zunächst von Avatar Press, später von Dark Horse Comics. Bisher erschienen 43 Hefte. Die Geschichten daraus wurden auch in 13 Sammelbänden veröffentlicht. Außerdem erschienen unter den Titeln Noir und Chinatown zwei Bände mit Geschichten, die nicht in der Heftserie enthalten sind.
In Deutschland übernimmt Cross Cult die Veröffentlichung. Seit 2008 erschienen hier acht der Sammelbände. Eine französische Übersetzung erschien bei Delcourt.

## Rezeption
Der Comic wurde insgesamt fünfmal mit dem Eisner Award ausgezeichnet. Erstmals erhielt er 2004 den Preis für die beste Geschichte, 2005 folgte die Auszeichnung als beste Serie und als beste Publikation im Bereich Humor. Eric Powell wurde 2008 sowohl als bester Künstler im Bereich Humor als auch als bester Zeichner mit dem Eisner-Award bedacht.
Tony Venezia beschreibt den Inhalt der Serie in 1001 Comics als „übergeschnappte, surreal überdrehte Film-Noir-Welt“, in der sich „witzig schräge Passagen voller Slapstick und düster-schwarzem Humor“ mit Gewaltexzessen abwechselten. Zusammen mit den lebendigen Zeichnungen mache dies das Werk zu „großen Spaß der Trash-Kultur“.